# Montuemsaf
Montuemsaf fou un rei probablement de la dinastia XVI de l'antic Egipte, que va regnar al voltant del 1560 aC. Es tendeix a situar-lo en el buit del Papir de Torí al final de la dinastia XVI, però això no és ni de bon tros segur.
El seu nom nesut biti fou Djedankhre (La vida de Ra és eterna); i el seu nom Sa Ra fou Montuemsaf (el protegit de Montu).